# Derek Lynch
Pour les articles homonymes, voir Lynch.
 (novembre 2017).
Pas d'image ? Cliquez ici
Derek Lynch est un pilote automobile, promoteur et directeur de courses canadien, né le 16 juin 1971 à Norwood, Ontario.
Il débute en karting dès l'âge de 10 ans en 1981. Après avoir remporté quelques championnats en Ontario et au Québec, il passe au stock-car à l'âge de 14 ans. À 15 ans, il est champion de la piste Peterborough Speedway en catégorie Late Model Sportsman. Lynch deviendra au cours des années suivantes un régulier de l'ACT Pro Stock Tour, série dans laquelle il décrochera deux victoires, dont le prestigieux Oxford 250 en 1994, qui, à l'époque, était inscrit au calendrier ACT Pro Stock Tour. Toujours en 1994, il sera sacré champion de l'ACT Sunoco Regional Series (Région 3 Centrale) grâce à quatre victoires en six courses (Mosport Speedway, Capital City Speedway, Circuit Ste-Croix et Autodrome St-Eustache).
En 1995, Derek Lynch se tourne vers le championnat Nascar Busch North (aujourd'hui connu sous le nom Nascar K & N Pro East) et récolte 1 top 5 et 2 top 10 en 16 départs. Son meilleur résultat est une deuxième place à Beech Ridge Motor Speedway. L'année suivante, il met sa carrière de pilote en veilleuse pour travailler auprès de quelques équipes de la Nextel Cup telles Darrell Waltrip Motorsports, Bobby Allison Motorsports, Stavola Brothers Racing et Dale Earnhardt Inc.
Il revient par la suite au Canada où il récolte quelques victoires sur les pistes ontariennes de l'Ontario Super Late Model Racing Series. En 2003, il participe à six courses de l'ACT Tour puis, en 2004, il devient promoteur et gérant de la piste Kawartha Speedway de Fraserville en Ontario.
Parallèlement à son travail de promoteur à Kawartha Speedway, il participe à des épreuves de la CASCAR Super Series en 2005 et 2006, puis devient un régulier de la Série NASCAR Canadian Tire en 2007 et 2008. Il triomphe à nouveau à Cayuga Motor Speedway en 2007.
Il continue aussi de façon sporadique à prendre part à des courses de l'ACT Tour. En 2013, il est nommé directeur de courses de la Série ACT Castrol au Québec.